# Wynonna Judd

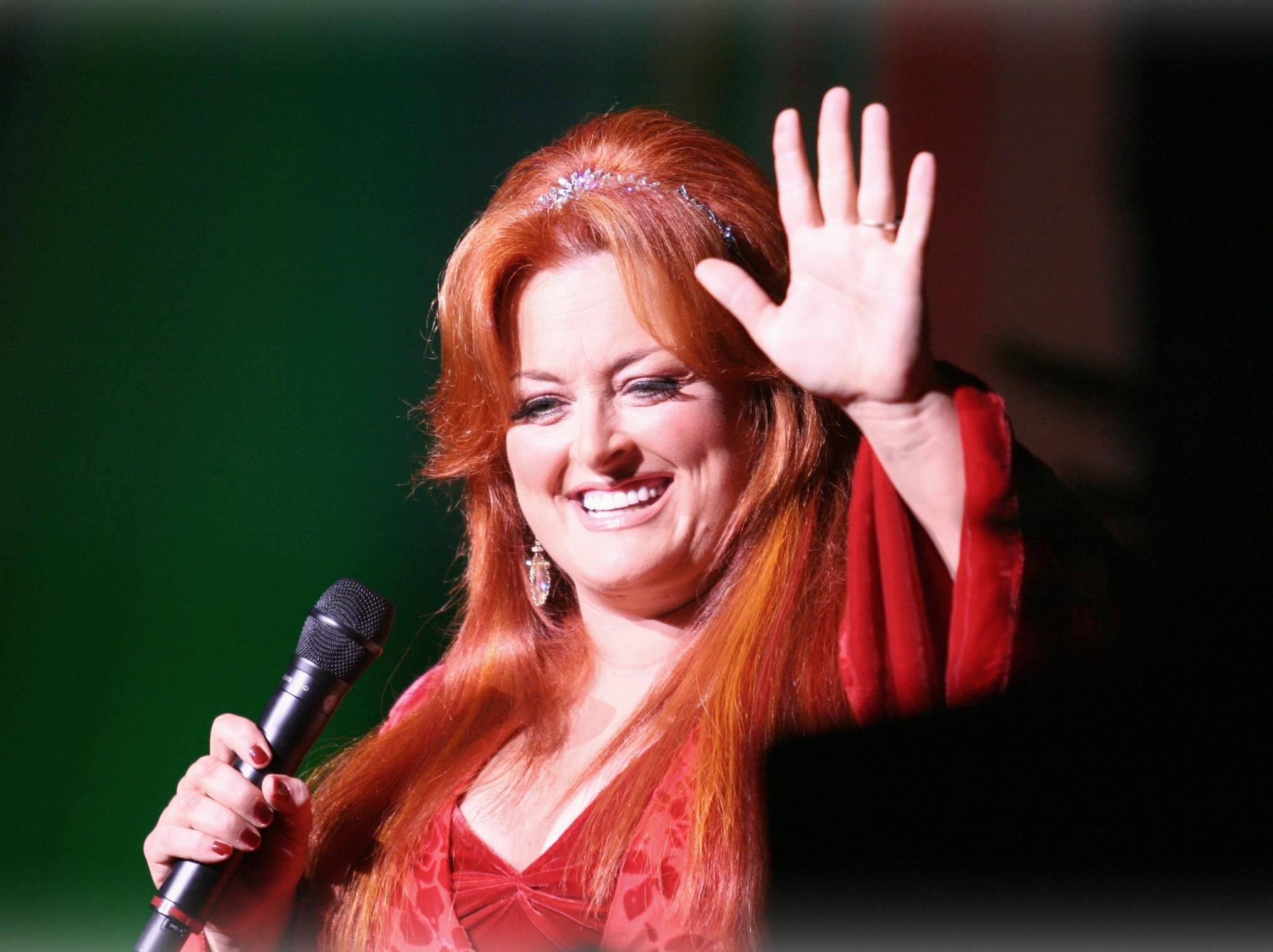
Wynonna Judd bei einem Konzert (2007)

Wynonna Judd (* 30. Mai 1964 in Ashland, Kentucky; eigentlicher Name Christina Claire Ciminella) ist eine US-amerikanische Country-Sängerin, die ihre Karriere Mitte der 1980er Jahre als Teil des Duos The Judds begann.

## Anfänge
Wynonna und ihre jüngere Schwester Ashley wurden nach der Scheidung ihrer Eltern von ihrer Mutter Naomi Judd aufgezogen. Die Familie lebte einige Jahre in Los Angeles, bevor sie nach Kentucky zurückkehrte. Als Wynonnas gesangliches Talent entdeckt wurde, zog die Familie weiter nach Nashville, in das Zentrum der Country-Musik.
1983 erhielten Mutter Naomi Judd und Tochter einen Schallplattenvertrag vom renommierten RCA-Label. Als The Judds starteten sie eine der erfolgreichsten Karrieren in der Geschichte der Country-Musik. Insgesamt wurden 14 Nummer-1-Hits eingespielt und mehrere mit Platin ausgezeichnete Alben veröffentlicht. Das erfolgreiche Duo wurde mit Auszeichnungen geradezu überschüttet. Unter anderem erhielten sie fünf Grammys. 1990 erkrankte Naomi an Hepatitis, musste sich aus dem Musikgeschäft zurückziehen und verstarb im April 2022.

## Solokarriere
Wynonna startete ihre Solokarriere 1992 mit dem Album Wynonna, von dem insgesamt mehr als fünf Millionen Exemplare verkauft wurden, gleichbedeutend mit fünf Mal Platin. Außerdem wurden drei Nummer-1-Singles ausgekoppelt. Auch ihr nächstes Album, das 1993 erschienene Tell me Why, war erfolgreich und erhielt Platin, genauso wie das Album Revelation. Das Album The Other Side und das Videoalbum Her Story: Scenes from a Lifetime erreichten noch Gold.
1995 folgte eine Babypause. Da sie den Vater ihres Sohnes erst nach der Geburt heiratete, zog sie sich Kritik aus konservativen Kreisen zu. Man warf ihr vor, ein schlechtes Vorbild zu sein. Die Ehe wurde 1997 geschieden.
1996 erreichte sie mit To Be Loved by You erneut Platz eins der Country-Charts. Es war ihr letzter großer Erfolg als Solistin. Am Silvesterabend 1999 trat sie erstmals wieder mit ihrer Mutter Naomi auf. Im Jahr 2000 wurde eine gemeinsame Reunion Tournee absolviert. 2003 veröffentlichte sie erneut ein erfolgreiches Album: What the World Needs Now Is Love. Im selben Jahr heiratete sie ihren Bodyguard. 2005 nahm sie mit Huey Lewis das Duett I’m not in Love Yet auf, das auf dem Album Plan B von Huey Lewis & the News erschien.
Der Musikstil Wynonna Judds ist stark von Blues und traditionellem Rock (Roots Rock) durchdrungen.

## Diskografie

### Alben
| Jahr | Titel                            | Höchstplatzierung, Gesamtwochen, AuszeichnungChartplatzierungen (Jahr, Titel, Platzierungen, Wochen, Auszeichnungen, Anmerkungen) | Höchstplatzierung, Gesamtwochen, AuszeichnungChartplatzierungen (Jahr, Titel, Platzierungen, Wochen, Auszeichnungen, Anmerkungen) | Anmerkungen                                            |
| Jahr | Titel                            | US | Country | Anmerkungen                                            |
| ---- | -------------------------------- | --- | --- | ------------------------------------------------------ |
| 1992 | Wynonna                          | US4 ×5Fünffachplatin · (86 Wo.)US                                                                                                 | Country1 (128 Wo.)Country | Erstveröffentlichung: 31. März 1992                    |
| 1993 | Tell Me Why                      | US5 Platin · (54 Wo.)US | Country1 (76 Wo.)Country | Erstveröffentlichung: 11. Mai 1993                     |
| 1996 | Revelations                      | US9 Platin · (26 Wo.)US | Country2 (57 Wo.)Country | Erstveröffentlichung: 13. Februar 1996                 |
| 1997 | The Other Side                   | US38 Gold · (19 Wo.)US | Country5 (36 Wo.)Country | Erstveröffentlichung: 21. Oktober 1997                 |
| 2000 | New Day Dawning                  | US40 (7 Wo.)US | Country5 (28 Wo.)Country | Erstveröffentlichung: 1. Februar 2000                  |
| 2003 | What the World Needs Now Is Love | US8 (19 Wo.)US | Country1 (68 Wo.)Country | Erstveröffentlichung: 5. August 2003                   |
| 2006 | A Classic Christmas              | US53 (5 Wo.)US | Country10 (12 Wo.)Country | Erstveröffentlichung: 10. Oktober 2006 Weihnachtsalbum |
| 2009 | Sing: Chapter 1                  | US37 (3 Wo.)US | Country5 (17 Wo.)Country | Erstveröffentlichung: 3. Februar 2009                  |
| 2016 | Wynonna & the Big Noise          | US162 (1 Wo.)US | Country14 (5 Wo.)Country | Erstveröffentlichung: 12. Februar 2016                 |

### Livealben
| Jahr | Titel                             | Höchstplatzierung, Gesamtwochen, AuszeichnungChartplatzierungen (Jahr, Titel, Platzierungen, Wochen, Auszeichnungen, Anmerkungen) | Höchstplatzierung, Gesamtwochen, AuszeichnungChartplatzierungen (Jahr, Titel, Platzierungen, Wochen, Auszeichnungen, Anmerkungen) | Anmerkungen                              |
| Jahr | Titel                             | US | Country | Anmerkungen                              |
| ---- | --------------------------------- | --- | --- | ---------------------------------------- |
| 2005 | Her Story: Scenes from a Lifetime | US25 (6 Wo.)US | Country2 (18 Wo.)Country | Erstveröffentlichung: 27. September 2005 |

### Kompilationen
| Jahr | Titel      | Höchstplatzierung, Gesamtwochen, AuszeichnungChartplatzierungen (Jahr, Titel, Platzierungen, Wochen, Auszeichnungen, Anmerkungen) | Höchstplatzierung, Gesamtwochen, AuszeichnungChartplatzierungen (Jahr, Titel, Platzierungen, Wochen, Auszeichnungen, Anmerkungen) | Anmerkungen                         |
| Jahr | Titel      | US | Country | Anmerkungen                         |
| ---- | ---------- | --- | --- | ----------------------------------- |
| 1997 | Collection | US72 (10 Wo.)US | Country9 (61 Wo.)Country | Erstveröffentlichung: 8. April 1997 |
| 2010 | Love Heals | US32 (6 Wo.)US | Country6 (17 Wo.)Country | Erstveröffentlichung: 24. Mai 2010  |

Weitere Kompilationen
- 2018: All-Time Greatest Hits

### Singles
| Jahr | Titel Album                                                                    | Höchstplatzierung, Gesamtwochen, AuszeichnungChartplatzierungen (Jahr, Titel, Album, Platzierungen, Wochen, Auszeichnungen, Anmerkungen) | Höchstplatzierung, Gesamtwochen, AuszeichnungChartplatzierungen (Jahr, Titel, Album, Platzierungen, Wochen, Auszeichnungen, Anmerkungen) | Höchstplatzierung, Gesamtwochen, AuszeichnungChartplatzierungen (Jahr, Titel, Album, Platzierungen, Wochen, Auszeichnungen, Anmerkungen) | Anmerkungen                                       |
| Jahr | Titel Album                                                                    | DE | US | Country | Anmerkungen                                       |
| --- | ------------------------------------------------------------------------------ | --- | --- | --- | ------------------------------------------------- |
| 1992 | She Is His Only Need Wynonna                                                   | — | — | Country1 (20 Wo.)Country | Erstveröffentlichung: 28. Januar 1992             |
| 1992 | I Saw the Light Wynonna                                                        | DE76 (6 Wo.)DE | — | Country1 (20 Wo.)Country | Erstveröffentlichung: 4. Mai 1992                 |
| 1992 | No One Else on Earth Wynonna                                                   | — | US83 Gold · (12 Wo.)US | Country1 (20 Wo.)Country | Erstveröffentlichung: 25. August 1992             |
| 1992 | My Strongest Weakness Wynonna                                                  | — | — | Country4 (20 Wo.)Country | Erstveröffentlichung: 5. Dezember 1992            |
| 1993 | Tell Me Why                                                                    | DE56 (11 Wo.)DE | US77 (4 Wo.)US | Country3 (20 Wo.)Country | Erstveröffentlichung: 3. April 1993               |
| 1993 | Only Love Tell Me Why                                                          | — | — | Country3 (20 Wo.)Country | Erstveröffentlichung: 17. Juli 1993               |
| 1993 | Is It Over Yet Tell Me Why                                                     | — | — | Country6 (20 Wo.)Country | Erstveröffentlichung: 30. Oktober 1993            |
| 1994 | Rock Bottom Tell Me Why                                                        | — | — | Country2 (20 Wo.)Country | Erstveröffentlichung: 19. Februar 1994            |
| 1994 | Girls with Guitars Tell Me Why                                                 | — | — | Country10 (20 Wo.)Country | Erstveröffentlichung: 4. Juni 1994                |
| 1996 | To Be Loved by You Revelations                                                 | — | — | Country1 (20 Wo.)Country | Erstveröffentlichung: 8. Januar 1996              |
| 1996 | Heaven Help My Heart Revelations                                               | — | — | Country14 (20 Wo.)Country | Erstveröffentlichung: 27. April 1996              |
| 1996 | My Angel Is Here Revelations                                                   | — | — | Country44 (10 Wo.)Country |                                                   |
| 1996 | Somebody to Love You Revelations                                               | — | — | Country55 (6 Wo.)Country |                                                   |
| 1997 | When Love Starts Talkin’ The Other Side                                        | — | US98 (2 Wo.)US | Country13 (20 Wo.)Country | Erstveröffentlichung: 22. September 1997          |
| 1997 | Come Some Rainy Day The Other Side                                             | — | — | Country14 (20 Wo.)Country | Erstveröffentlichung: 13. Dezember 1997           |
| 1998 | Always Will The Other Side                                                     | — | — | Country45 (10 Wo.)Country |                                                   |
| 1998 | Woman to Woman Tammy Wynette Remembered                                        | — | — | Country62 (8 Wo.)Country |                                                   |
| 1998 | Freedom Prince of Egypt: Nashville                                             | — | — | Country68 (4 Wo.)Country |                                                   |
| 1999 | Can’t Nobody Love You (Like I Do) New Day Dawning                              | — | — | Country31 (20 Wo.)Country | Erstveröffentlichung: 13. November 1999           |
| 2000 | Going Nowhere New Day Dawning                                                  | — | — | Country43 (13 Wo.)Country |                                                   |
| 2003 | What the World Needs What the World Needs Now Is Love                          | — | US70 (8 Wo.)US | Country14 (20 Wo.)Country | Erstveröffentlichung: 5. Mai 2003                 |
| 2003 | Heaven Help Me What the World Needs Now Is Love                                | — | — | Country37 (15 Wo.)Country | Erstveröffentlichung: 13. September 2003          |
| 2004 | Flies on the Butter (You Can’t Go Home Again) What the World Needs Now Is Love | — | — | Country33 (18 Wo.)Country | Erstveröffentlichung: 3. März 2004 mit Naomi Judd |
| 2005 | Attitude Her Story: Scenes from a Lifetime                                     | — | — | Country40 (14 Wo.)Country |                                                   |
| 2005 | Santa Claus Is Coming to Town A Classic Christmas                              | — | — | Country54 (1 Wo.)Country |                                                   |
| Folgende Lieder erschienen nicht als Single, konnten aber durch Radioeinsätze die US-Country-Charts erreichen |                                                                                | | | |                                                   |
| |                                                                                | | | |                                                   |
| 1993 | Let’s Make a Baby King Tell Me Why                                             | — | — | Country61 (1 Wo.)Country |                                                   |

Weitere Singles
- 1993: Father Sun
- 1997: Making My Way
- 2004: I Want to Know What Love Is
- 2005: Rescue Me
- 2009: I Hear You Knocking
- 2009: Sing
- 2009: When I Fall in Love
- 2011: Love It Out Loud
- 2013: Something You Can't Live Without
- 2016: Cool Ya’
- 2016: Ain’t No Thing

### Gastbeiträge
| Jahr | Titel Album                   | Höchstplatzierung, Gesamtwochen, AuszeichnungChartplatzierungen (Jahr, Titel, Album, Platzierungen, Wochen, Auszeichnungen, Anmerkungen) | Höchstplatzierung, Gesamtwochen, AuszeichnungChartplatzierungen (Jahr, Titel, Album, Platzierungen, Wochen, Auszeichnungen, Anmerkungen) | Anmerkungen                                          |
| Jahr | Titel Album                   | US | Country | Anmerkungen                                          |
| ---- | ----------------------------- | --- | --- | ---------------------------------------------------- |
| 1993 | A Bad Goodbye No Time to Kill | US43 (11 Wo.)US | Country2 (20 Wo.)Country | mit Clint Black                                      |
| 1994 | Girl Thang Without Walls      | — | Country67 (9 Wo.)Country | mit Tammy Wynette                                    |
| 1996 | Mary, Did You Know? The Gift  | US— GoldUS | Country55 (2 Wo.)Country | Erstveröffentlichung: Dezember 1996 mit Kenny Rogers |
| 2015 | Hearts I Leave Behind –       | — | Country30 (1 Wo.)Country | mit Pete Scobell Band                                |

### Videoalben
- 2002: Music in High Places: Live from Venice
- 2005: Her Story: Scenes from a Lifetime (US: Gold)